# Czech-kódex

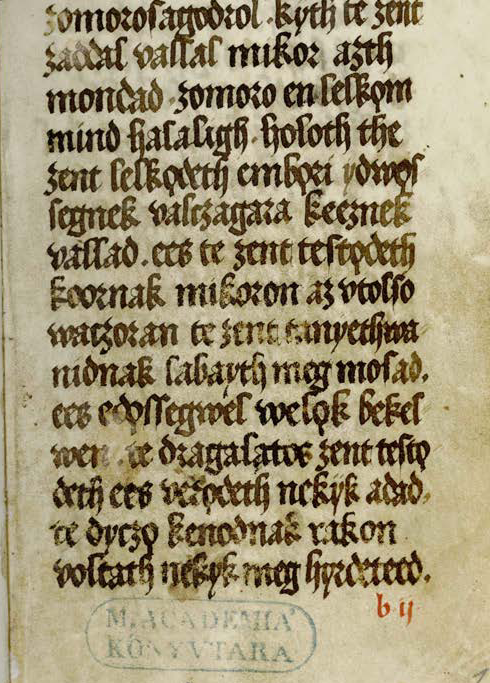
A Czech-kódex első oldala.

A Czech-kódex [e.: ceh] 1513-ban írt magyar nyelvű imakönyv, amelynet Kinizsi Pál felesége, Magyar Benigna számára készítettek. 20 évvel a Festetich-kódex után készült, annak kiegészítésének tekinthető.

## Felépítése
A színes iniciálékkal gazdagon díszített kézirat 98 levél terjedelmű, 2 levele hiányzik. 
A 180. lapon szereplő kolofon alapján tudjuk, hogy a nagyvázsonyi pálos kolostorban másolta Fráter M. Fekete, vörös és kék tintával íródott, az írás egyetlen kéz munkája. A díszítéseket más személy készíthette.

## Tartalma
Az imádságos könyv a kolostor alapítójának felesége számára íródott, aki folyamatosan támogatta őket. Az írója ismerte a 20 évvel korábban készült Festetich-kódex tartalmát, mert annak kiegészítéseként készítette. 
- a két kódex együtt tartalmazza az Officium Beatae Mariae Virginis teljes magyar fordítását
- a szombati Mária officiumnak nyári vesperása
- a Magnificat
- zsoltárok - szövegében egyezés van az 1438 után íródott úgynevezett huszita Biblia zsoltáraival, melyek az Apor-kódexben maradtak fenn.
- Szent Brigitta 15 imádsága
- Himnusz a felfeszített Krisztushoz

## Története
Az 1522-es Keszthelyi kódexben és, 1531-es Thewrewk-kódexben pontosan egyező szövegek vannak, ami valószínűsíti hogy ebből másolhatták.  Apor-kódex  1782-ig a rend feloszlatásáig a nagyszombati klarisszáknál lehetett. Az érsekújvári ferencesek könyvtárában Czech János, Győr polgármestere 1833-ban a fedezte föl a kódexet. A kézirat 1851-ben ajándékozás útján került az MTA Könyvtárába. Eredeti kötése már ekkor hiányzott, ezután tették csattal ellátott egészbőr kötésbe. Korábbi jelölése Magyar Codex 12° 2, míg jelenlegi K 42.

### Újraközlései
- 1840-ben, Döbrentei Gábor gondozásában, a Régi Magyar Nyelvemlékek sorozat második köteteként jelent meg első kiadása. REAL-EOD
- 1921-ben Horváth Cyrill szerkesztésében a Régi magyar költők tára sorozatban.
- 1990-ben a Magyar Nyelvtudományi Társaság  újabb betűhű másolatot adott ki.
- 2012-ben elérhetővé vált a Magyar Elektronikus Könyvtár felületén
- 2014 óta elérhető és kereshető a kódex eredeti betűhű és mai magyarra normalizált szövege az Ómagyar Korpuszban.